# Fiverr

Logo bis 2020

Fiverr ist ein Online-Marktplatz für digitale Dienstleistungen. Das Unternehmen mit Firmensitz in Tel Aviv, Israel, wurde 2010 gegründet und bietet freien Mitarbeitern die Möglichkeit, ihre Dienstleistungen weltweit anzubieten. Seit der Gründung des Unternehmens wurden mehr als 50 Millionen Dienstleistungen auf Fiverr abgewickelt.

## Geschichte
Fiverr wurde von Micha Kaufman und Shai Wininger im Februar 2010 gegründet. Seit 2015 ist der Investor U. Uilderks auch als Gesellschafter geführt. Die Gründer entwickelten eine zweiseitige Plattform, auf der Menschen digitale Dienstleistungen kaufen oder als Freelancer verkaufen können. Solche Dienstleistungen waren Übersetzungen, Texterstellung, Grafikdesign, Videobearbeitung und Programmierung. Die Dienstleistungen, bei Fiverr Gigs genannt, starten bei 5 US-Dollar, woher der Name der Plattform stammt (fiver = Fünfer). Fiverr kassiert hierbei eine Provision von zwanzig Prozent des Umsatzes pro generierten Auftrag – sowohl vom Kunden als auch vom Freiberufler.
Die Webseite verzeichnete 2012 1,3 Millionen angebotene Dienstleistungen. Anfang 2013 gehörte die Seite zu den 100 beliebtesten Seiten der Vereinigten Staaten von Amerika und zu den 200 beliebtesten Seiten weltweit.
Am 1. Juni 2010 erhielt Fiverr eine Seed-Investition in Höhe von 1 Million US-Dollar von Guy Gamzu und anderen Angel-Investoren. Im Mai 2012 erhielt Fiverr eine Investition in Höhe von 15 Millionen US-Dollar von Accel Partners und Bessemer Venture Partners. Damit erreichten die Gesamtinvestitionen eine Höhe von 20 Millionen US-Dollar.
Im Dezember 2013 veröffentlichte Fiverr eine iOS-App im App Store von Apple. Im März 2014 veröffentlichte Fiverr eine Android-App in Google Play.
Im August 2014 erhielt Fiverr eine Investition in Höhe von 30 Millionen US-Dollar (Series C) von Bessemer Venture Partners, Accel und anderen Investoren. Diese Investition erhöhte die Gesamtinvestition auf 50 Millionen US-Dollar.
Im Oktober 2015 ging Amazon rechtlich gegen 1.114 Fiverr-Anbieter vor, die gefälschte Bewertungen auf Amazon.com veröffentlicht haben sollen. Fiverr stritt die Anschuldigungen nicht ab und erklärte: „Wir haben eng mit Amazon zusammengearbeitet, um Dienstleistungen, die gegen unsere Nutzungsbedingungen verstoßen, zu entfernen.“
Im November 2015 erhielt Fiverr 60 Millionen US-Dollar Investitionskapital (Series D), angeführt von Square Peg Capital. Diese Investition erhöhte die Gesamtinvestitionen auf 110 Millionen US-Dollar. Zur gleichen Zeit gab Fiverr bekannt, ihren Marktplatz zu erweitern und Anbietern die Möglichkeit zu geben, ihre Dienstleistungen zu Preisen über den ursprünglichen 5 US-Dollar zu platzieren.
Seit 2018 hat das Unternehmen seinen Deutschlandsitz in Berlin.
Im Februar 2019 beauftragte das Unternehmen Citigroup Inc. und JPMorgan Chase & Co. mit einem Börsengang in New York. Am 13. Juni 2019 fand der Börsengang statt. Die Aktie wurde zum Start mit 21 US-Dollar gehandelt und stieg am ersten Tag um 90 % auf 39,90 US-Dollar. Am 19. Februar 2020 meldete das Unternehmen einen Umsatz von 107,1 Mio. US-Dollar für das Geschäftsjahr 2019.
Der Umsatz im Jahr 2022 betrug 337,4 Mio. US-Dollar. Die GAAP-Bruttomarge im Jahr 2022 betrug 80,5 %, ein Rückgang um 210 Basispunkte gegenüber 82,6 % im Jahr 2021. Die Non-GAAP-Bruttomarge lag im Jahr 2022 bei 83,0 %, ein Rückgang von 110 Basispunkten gegenüber 84,1 % im Jahr 2021.
Der GAAP-Nettoverlust im Jahr 2022 belief sich auf 71,5 Millionen US-Dollar bzw. einen Nettoverlust von 1,94 US-Dollar pro Aktie, verglichen mit einem Nettoverlust von 65,0 Millionen US-Dollar bzw. einem Nettoverlust von 1,81 US-Dollar pro Aktie im Jahr 2021. Das bereinigte EBITDA belief sich 2022 auf 24,4 Millionen US-Dollar, verglichen mit 22,9 Millionen US-Dollar im Jahr 2021. Die bereinigte EBITDA-Marge betrug 7,2 % im Jahr 2022, ein Rückgang um 50 Basispunkte gegenüber 7,7 % im Jahr 2021.

## Übernahmen

### VeedMe
2017 übernahm Fiverr den Video-Marktplatz VeedMe.

### AND CO
Im Januar 2018 übernahm Fiverr AND CO, einen Softwareentwickler für Freelancer.

### ClearVoice
Im Februar 2019 übernahm Fiverr die Content-Marketing-Plattform ClearVoice.

## Gigs
Anbieter auf Fiverr erstellen Angebote, in denen sie digitale Dienstleistungen verkaufen. Diese Angebote werden auf Fiverr „Gigs“ (gig = Auftritt) genannt. Diese Gigs reichen von der Erstellung einer Visitenkarte über die Erstellung von Logos bis hin zu Programmierung mit HTML, JavaScript, CSS und jQuery. Somit bietet Fiverr Akteuren zeitlich befristete Microjobs abseits von typischen Gig-Economy-Berufen, wie sie Uber, Deliveroo und Foodora bieten.

## Nutzerstatistik
Der Großteil der Nutzer auf Fiverr sind junge Erwachsene und nur 2 % aller Anbieter sind über 55. Fiverr gab an, dass die Altersgruppe zwischen 55 und 64 im zweiten Quartal 2015 um 375 % gewachsen sei.

## Kritik
Fiverr wurde für die Bewerbung günstiger Grafikdienstleistungen kritisiert. Ende 2014 bewarb das Unternehmen auf Facebook seine Angebote mit „You’re paying too much for design“, was eine öffentliche Kontroverse erzeugte. 2013 ermöglichte Fiverr seinen Anbietern, ihre eigenen Preise festzusetzen.
Im Mai 2016 reagierte Fiverr auf eine Anfrage der Software-Firma Incapsula, die auf Nutzer hinwies, die für 5 US-Dollar Denial-of-Service-Attacken anboten. Die betroffenen Angebote wurden daraufhin entfernt, tauchten aber später unter verstecktem Namen erneut auf. Fiverr reagierte auf die folgende Kritik mit verstärkten Sicherheitsmaßnahmen und entfernte illegale Angebote.
2017 wurde Fiverr kritisiert, ungesundes Arbeitsverhalten zu idealisieren.